# Wc-potgooien
Wc-potgooien is het zo ver mogelijk gooien van een toiletpot in een wedstrijdzetting waarbij degene die het verste werpt, wint.
Het spel was onder andere onderdeel van Koninginnedag 2012 in Rhenen, waar toenmalig prins Willem-Alexander de wedstrijd won. De overgebleven wc-potten uit Rhenen werden naar een project in Gambia verscheept. Ook tijdens Koningsdag 2018 in Achterberg stond wc-potgooien op de agenda als het Achterbergs kampioenschap wc-potgooien.